# ألم التحسس المركزي
ألم التحسس المركزي (Nociplastic pain or central sensitisation)هو نوع من الألم يختلف ميكانيكيًا عن الألم الطبيعي الناتج عن الالتهاب أو تلف الأنسجة أو ألم الاعتلال العصبي الناتج عن تلف الأعصاب. قد يحدث مع أنواع أخرى من الألم أو بشكل منفصل. قد يكون موقعه معممًا أو متعدد البؤر ويمكن أن يكون أكثر كثافة مما هو متوقع من أي سبب مادي مرتبط.أسبابه ليست مفهومة تمامًا، ولكن يُعتقد أنه خلل في الجهاز العصبي المركزي الذي قد تصبح معالجته لإشارات الألم مشوهة أو حساسة.